# Kim Delaney
Kim Delaney, američka filmska glumica, zvijezda TV-serije "Njujorški plavci". Kao tinejdžerka bila je foto-model, a glumom se počela baviti početkom 80-ih godina 20. stoljeća u seriji "All My Children". Snimila je niz filmova koji su rađeni za videoteke, a potom je osvojila nagradu Emmy za ulogu Diane Russell u "Njujorškim plavcima".